# The Chapel of Four Chaplains
The Chapel of Four Chaplains is een Amerikaanse onderscheiding voor militairen wereldwijd. Ze vindt haar oorsprong in het lot van vier Amerikaanse aalmoezeniers (geestelijken) die tijdens de Tweede Wereldoorlog om het leven kwamen. Zij waren aan boord van het troepenschip Dorchester, toen een Duitse U-boot dat schip op de Atlantische Oceaan torpedeerde. Er waren onvoldoende reddingsvesten aan boord voor alle 900 opvarenden. Toen dat duidelijk werd, stonden de vier hun eigen zwemvest dat zij reeds omgegord hadden af aan soldaten. Kort daarop verging het schip met 668 soldaten en de vier chaplains. Ter nagedachtenis aan hun onbaatzuchtigheid werd op 3 februari 1951 in Philadelphia deze onderscheiding in het leven geroepen.
De onderscheiding wordt toegekend door de stichting Chapel of Four Chaplains / Four Chaplains Memorial Foundation. Op de website van de Four Chaplains Memorial Foundation Nederland staat een compleet overzicht van de in Nederland uitgereikte onderscheidingen. De hoogste onderscheiding die de organisatie toekent is de Legion of Honor Gold Medallion. Deze is in Nederland alleen toegekend aan generaal b.d. Peter van Uhm op 3 april 2024.

## Nederlandse dragers Bronze Medallion
- Gideon Kaat uit Woerden, oud trustee Nederland, ontving de eerste Legion of Honor Bronze Medallion. Dit voor zijn verdienste voor de Four Chaplains Memorial Foundation.
- Oud-militair Ymo Hartzema uit Well kreeg in oktober 2021 als tweede Nederlandse militair de Legion of Honor Bronze Medallion of The Chapel of Four Chaplains toegekend voor zijn optreden als militair in onder meer Bosnië en Uruzgan (Afghanistan), maar bovenal voor zijn inzet voor veteranen. Als voorzitter van de organisatie De Gewonde Soldaat beijvert hij zich op meerdere wijzen voor het lot van voor veteranen.
- De Derde Legion of Honor Bronze Medallion is op 22 september 2022 toegekend aan sergeant van de mariniers buiten dienst Peter Bercx uit Utrecht. Deze medaille met oorkonde is de één na hoogste onderscheiding die wordt toegekend door de Chapel of Four Chaplains. Bercx ontving de onderscheiding niet alleen voor zijn deelname aan vier vredesmissies, maar ook voor zijn inzet voor het Contact Oud-Mariniers, het Veteraneninstituut en de Dutch Marines Rowing Challenge. Peter Bercx stond ook aan de basis van de stichting “Help ze thuiskomen”.
- Op 14 september 2023 werd de vierde Legion of Honor Bronze Medallion uitgereikt aan Dennis van der Kraats. Dennis kreeg deze onderscheiding uitgereikt door Chairman of the Board of the Four Chaplains Memorial Foundation, Howard Schaeffer. Dennis van der Kraats en zijn vrouw Mariska stonden aan de basis van de oprichting van het Veteranen Search Team wat de politie bijstaat bij vermissingszaken.
- De vijfde Legion of Honor Bronze Medallion is op 3 april 2024 toegekend aan Hoofdkrijgsmachtrabbijn Menachem Sebbag. De onderscheiding werd op de KMA te Breda uitgereikt door Chairman of the Board of the Four Chaplains Memorial Foundation (USA), Howard Schaeffer. Menachem Sebbag ontving de onderscheiding voor zijn dienstverlening aan militairen en veteranen en zijn rol als geestelijk en inspirerend leider.
- De zesde Legion of Honor Bronze Medallion is op 3 april 2025 uitgereikt aan veteraan (marinier) Marcel Koopmans. De uitreiking vond plaats op Landgoed Beukbergen, het vormingscentrum van de Diensten Geestelijke Verzorging bij het Ministerie van Defensie. Marcel Koopmans ontving de onderscheiding uit handen van William Kaemmer, Executive Director van de Four Chaplains Memorial Foundation (Philadelphia - Verenigde staten van Amerika). Koopmans ontving de onderscheiding onder meer voor zijn onbaatzuchtige dienstverlening aan veteranen in Nederland.